# Dreamachines
Dreamachines je studiové album amerického hudebního skladatele Johna Zorna, vydané v červenci 2013 prostřednictvím vydavatelství Tzadik Records. Všech devět skladeb bylo nahráno v dubnu 2013 ve studiu East Side Sound v New Yorku. Interpretace skladeb se ujali klavírista John Medeski, vibrafonista Kenny Wollesen, kontrabasista Trevor Dunn a bubeník Joey Baron. Při skládání hudby byl Zorn inspirován Williamem S. Burroughsem a Brionem Gysinem.

## Seznam skladeb
Autorem všech skladeb je John Zorn.
| Pořadí | Název                    | Délka |
| ------ | ------------------------ | ----- |
| 1.     | Psychic Conspirators     | 3:18  |
| 2.     | Git-le-Coeur             | 4:26  |
| 3.     | The Conqueror Worm       | 6:57  |
| 4.     | The Third Mind           | 6:33  |
| 5.     | Light Chapels            | 5:20  |
| 6.     | The Dream Machine        | 5:57  |
| 7.     | Note Virus               | 6:29  |
| 8.     | 1001 Nights in Marrakech | 6:29  |
| 9.     | The Wild Boys            | 3:25  |

## Obsazení
- John Medeski – klavír
- Kenny Wollesen – vibrafon
- Trevor Dunn – kontrabas
- Joey Baron – bicí